# Chrząstawa
Chrząstawa [pronunciación en polaco: /xʂɔ̃sˈtava/] es un pueblo ubicado en el distrito administrativo de Gmina Widawa, dentro del condado de Łask, voivodato de Łódź, en el centro de Polonia. Se encuentra a unos 9 kilómetros al sureste de Widawa, a 22 kilómetros al sur de Łask, y a 52 kilómetros al suroeste de la capital regional Łódź.